# Frédéric Engel
Pour les articles homonymes, voir Engel.
Ne doit pas être confondu avec Frédéric Engel-Dollfus.
Frédéric André Engel, né le 12 octobre 1908 à Lausanne et mort en 2002 à Lima, est un archéologue suisse spécialisé dans la culture précolombienne du Pérou. Il a travaillé sur le site archéologique d'El Paraíso à Lima entre 1965 et 1966 et a cartographié le site de Caral en 1979.